# Томпкінсвілл (Стейтен-Айленд, Нью-Йорк)
Томпкінсвілл (англ. Tompkinsville) — район в північно-східній частині Стейтен-Айленда в Нью-Йорку, США. Хоча околиці простягнулися на східному березі острова, уздовж набережної, зверненої до Верхньої Гавані Нью-Йорка — між Санкт-Джордж на півночі та Степлтон на півдні. Мешканцями острова Стейтен-Айленд район Томпкінсвілл враховується, як частина North Shore (Північного Узбережжя).

## Історія
Томпкінсвілл був місцем, де раніше європейські дослідники поповняли запаси прісної води і був відомий ще в колоніальні часи як «водопої». У 1815 році селище було створено Деніелєм Д. Томпкінс в зоні поряд з існуючою карантинною станцією. Деніел Д. Томпкінс був обраний віце-президентом США в наступному, 1816 році. У 1817 Томпкінс побудував док біля підніжжя сучасного бульвара Перемоги і почав пропонувати поромний сервіс до Манхеттена пароплавами.

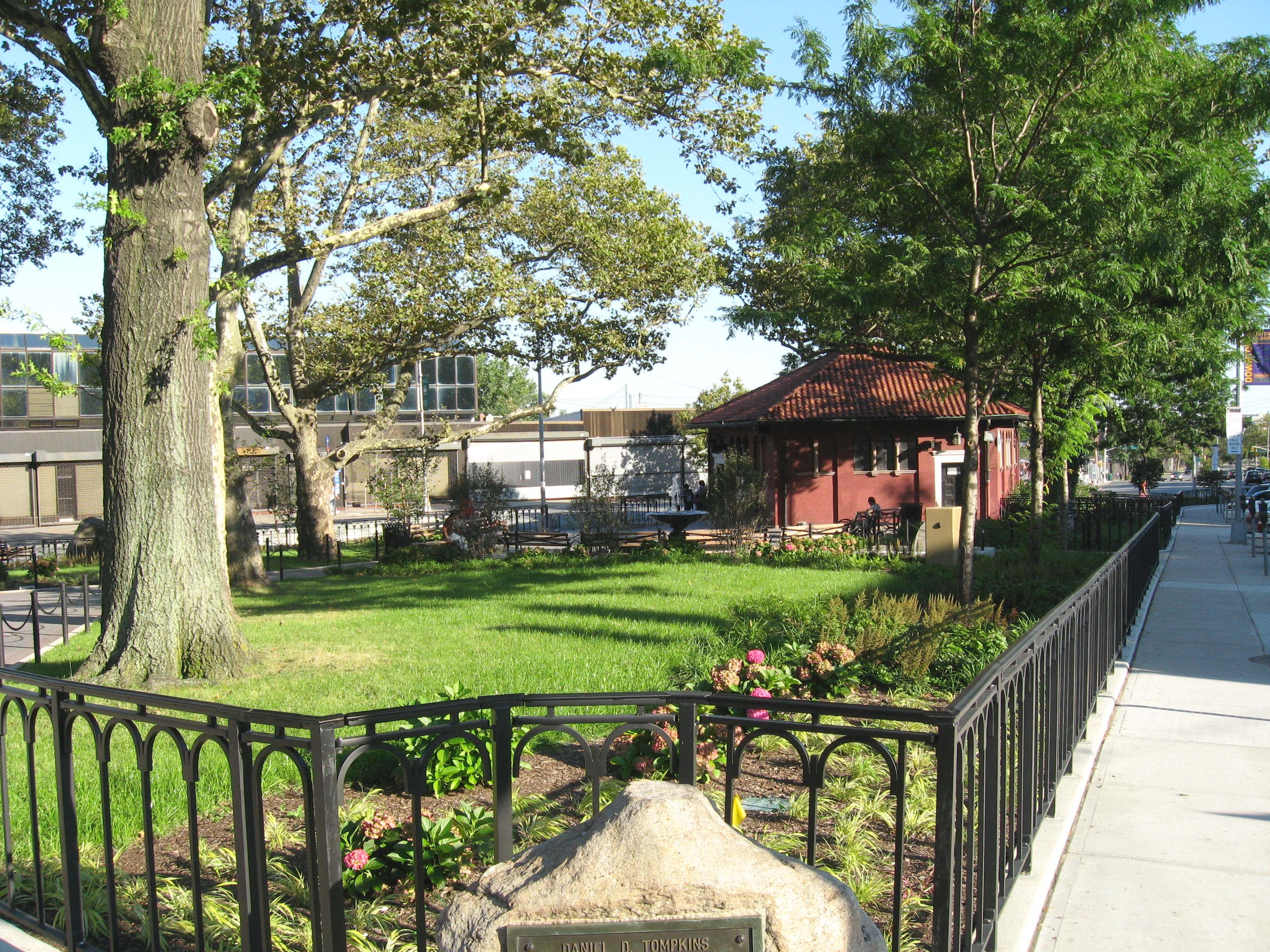
Парк Томпкінсвілля

На початку 1900-х, телефонна станція, яка обслуговувала східну частину North Shore на Стейтен-Айленді, була названа на честь міста. Але назва цієї станції була змінена на «Святий Георгій» в середині 1920-х років, і «Святий Георгій 7», коли телефона мережа Нью-Йорка була оновлена по всьому Нью-Йорку в грудні 1930 року. Реконструйований для виклику всіх номерів префікс «727» досі існує на острові. Це єдиний з обслуговуючих номерів, що залишився з позначень 1920-х років.
Томпкінсвілл був місцем військово-морської прикордонної бази на ВМС США протягом багатьох років. Під час Другої світової війни, він був визначений як Томпкінсвілл, SI, Нью-Йорк.